# Топила (річка)
Топила — річка в Україні, права притока Томаківки, притоки Дніпра (басейн Чорного моря). Довжина 16 км. Площа водозбірного басейну 106 км². Похил 4,1 м/км. Долина трапецієподібна.
Живиться за рахунок атмосферних опадів. Льодостав нестійкий (з грудня до початку березня). Використовується на сільськогосподарські потреби. Споруджено ставки.
Бере початок на південних околицях села Китайгородка. Тече з північного заходу на південний схід. Протікає територією Томаківського району Дніпропетровської області через села Зелений Клин, Сергіївка, Петрівка та Семенівка. Впадає до Томаківки в селі Топила.